# Campionato del mondo di arrampicata 2016
Il Campionato del mondo di arrampicata 2016 si è tenuto dal 14 al 18 settembre a Parigi.

## Specialità lead

### Uomini
| Pos. | Atleta                   | Paese     |
| ---- | ------------------------ | --------- |
|      | Adam Ondra               | Rep. Ceca |
|      | Jakob Schubert           | Austria   |
|      | Gautier Supper           | Francia   |
| 4    | Domen Skofic             | Slovenia  |
| 5    | Romain Desgranges        | Austria   |
| 6    | Sean McColl              | Canada    |
| 7    | Stefano Ghisolfi         | Italia    |
| 8    | Keiichiro Korenaga       | Giappone  |
| 9    | Ramón Julián Puigblanque | Spagna    |
| 10   | Sebastian Halenke        | Germania  |

### Donne
| Pos. | Atleta            | Paese         |
| ---- | ----------------- | ------------- |
|      | Janja Garnbret    | Slovenia      |
|      | Anak Verhoeven    | Belgio        |
|      | Mina Markovic     | Slovenia      |
| 4    | Jain Kim          | Corea del Sud |
| 5    | Jessica Pilz      | Austria       |
| 6    | Julia Chanourdie  | Francia       |
| 7    | Magdalena Röck    | Austria       |
| 7    | Claire Buhrfeind  | Stati Uniti   |
| 9    | Alina Ring        | Svizzera      |
| 10   | Christine Schranz | Austria       |
| 10   | Mathilde Becerra  | Francia       |

## Specialità boulder

### Uomini
| Pos. | Atleta          | Paese         |
| ---- | --------------- | ------------- |
|      | Tomoa Narasaki  | Giappone      |
|      | Adam Ondra      | Rep. Ceca     |
|      | Manuel Cornu    | Francia       |
| 4    | Mickael Mawem   | Francia       |
| 5    | Jeremy Bonder   | Francia       |
| 6    | Tsukuru Hori    | Giappone      |
| 7    | Alexey Rubtsov  | Russia        |
| 8    | Tomoaki Takata  | Giappone      |
| 9    | Jongwon Chon    | Corea del Sud |
| 10   | Gabriele Moroni | Italia        |

### Donne
| Pos. | Atleta             | Paese       |
| ---- | ------------------ | ----------- |
|      | Petra Klingler     | Svizzera    |
|      | Miho Nonaka        | Giappone    |
|      | Akiyo Noguchi      | Giappone    |
| 4    | Megan Mascarenas   | Stati Uniti |
| 5    | Anna Stöhr         | Austria     |
| 6    | Elena Krasovskaia  | Russia      |
| 7    | Stasa Gejo         | Serbia      |
| 8    | Clementine Kaiser  | Francia     |
| 9    | Lilli Kiesgen      | Germania    |
| 10   | Katharina Saurwein | Austria     |

## Specialità speed

### Uomini
| Pos. | Atleta              | Paese     |
| ---- | ------------------- | --------- |
|      | Marcin Dzienski     | Polonia   |
|      | Reza Alipourshena   | Iran      |
|      | Aleksandr Shikov    | Russia    |
| 4    | Bassa Mawem         | Francia   |
| 5    | Leonardo Gontero    | Italia    |
| 6    | Stanislav Kokorin   | Russia    |
| 7    | Libor Hroza         | Rep. Ceca |
| 8    | Danyil Boldyrev     | Ucraina   |
| 9    | Dmitrii Timofeev    | Russia    |
| 10   | Kostiantyn Pavlenko | Ucraina   |

### Donne
| Pos. | Atleta               | Paese   |
| ---- | -------------------- | ------- |
|      | Anna Tsyganova       | Russia  |
|      | Anouck Jaubert       | Francia |
|      | Iuliia Kaplina       | Russia  |
| 4    | Aleksandra Rudzinska | Polonia |
| 5    | Klaudia Buczek       | Polonia |
| 6    | Elma Fleuret         | Francia |
| 7    | Daria Kan            | Russia  |
| 8    | Patrycja Chudziak    | Polonia |
| 9    | Alla Marenych        | Ucraina |
| 10   | Anna Brozek          | Polonia |